# Polysajevo
Polysajevo (rusky Полысаево) je město v Kemerovské oblasti v Ruské federaci. Při sčítání lidu v roce 2010 mělo přes sedmadvacet tisíc obyvatel.

## Poloha a doprava
Polysajevo leží uprostřed Kuzněcké pánve na Ině, pravém přítoku Obu. Od Kemerova, správního střediska oblasti, je vzdáleno přibližně 140 kilometrů jižně. Bližším větším městem je Leninsk-Kuzněckij přibližně pět kilometrů severozápadně.
Přes město prochází trať z Jurgy ležící na Transsibiřské magistrále do Novokuzněcku. Byla uvedena do provozu v roce 1926.

## Dějiny
Polysajevo vzniklo jako hornické sídlo městského typu v roce 1952. Samostatným městem je od roku 1989.

### Rodáci
- Oleg Jurjevič Tiňkov (* 1962), podnikatel
- Arťom Vladimirovič Žmurko (* 1985), běžkař